# Johannes Knudsen
Johannes Knudsen, född 22 december 1917 i Fredrikshamn, död 10 februari 1957 i Kii Channel(en), var en dansk ingenjör som försökte att rädda ett japanskt skepp i en stor storm från Japans kust, men han dog i försöket. Sedan dess har Knudsen hedrats i Japan.